# ميغان جارينسكي
ميغان جارينسكي باراكت (بالإنجليزية: Meaghan Jarensky)‏ (مواليد 31 أكتوبر 1978) عارضة أمريكية و ملكة جمال نيويورك 2005 , مؤسسة ورئيسة شركة وان جيرل إنك، وهي مؤسسة غير ربحية تعمل على توفير التدريب القيادة للشابات لمساعدتهن على خدمة مجتمعاتهن.